# Dendê na Mochila
Dendê na Mochila é um programa de televisão brasileiro. Sua temática é de reportagens especiais com foco em turismo. Desde Maio de 2015 é exibido na TV Aratu aos sábados no período da tarde e apresentado por Matheus Boa Sorte. Entre Janeiro de 2017 e Fevereiro de 2018, o programa passou a ter exibição nacional dentro do telejornal SBT Notícias, nas madrugadas de domingo para segunda.

## Produção
Eu passei um ano e meio viajando pela Bahia a trabalho e surgiu essa vontade de falar sobre a nossa terra, só que a Bahia ultrapassa fronteiras, então vamos falar sobre ela passeando por cidades do interior, mas também conhecendo filhos da terra que estão se aventurando por outras partes do mundo.— Matheus Boa Sorte comentando a pré-estreia do programa
Para estreia da segunda temporada em 2016, o programa visitou a Cachoeira dos Payayas, fazendo a TV Aratu ser a primeira emissora a gravar o local.
Já fiz inúmeras trilhas mais longas, porém, caminhar sob uma forte chuva, com o solo escorregadio e mata fechada, dificultou muito o nosso trabalho. Gastamos cerca de oito a nove horas para gravar. A caminhada foi árdua, mas valeu muito a pena. O telespectador vai acompanhar esse desafio de forma muito próxima.— Matheus Boa Sorte

## Audiência
Em 14 de maio de 2016 o programa registrou um índice positivo para TV Aratu no IBOPE de Salvador, marcando mais audiência que o Programa Raul Gil, Sabadão com Celso Portiolli, Esquadrão da Moda, SBT Brasil e o final de BBQ Brasil: Churrasco na Brasa.
O Dendê na Mochila ocupa com frequência a segunda colocação em audiência no IBOPE. Suas médias variam de 9,0 a 12,0 pontos, na Grande Salvador, atingindo média de 400 mil telespectadores por semana. 
Segundo dados consolidados obtidos pelo Observatório da Televisão, a atração teve um crescimento notável de audiência em um ano. Em janeiro de 2017, o programa ficava em terceiro lugar na audiência, em janeiro de 2018 a atração assumiu a segunda colocação e começou a disputar o primeiro lugar com a TV Bahia/Globo. Foram 113% de crescimento em um ano. 2018 trouxe todos os recordes no Ibope do Dendê.

## Prêmios
- 2016: Prêmio do Na Telinha na categoria melhor programa local do ano[6] (venceu)[7]
- 2017: Prêmio Banco do Nordeste de Jornalismo - Categoria Nacional TV - Reportagem "Campo além da crise: Empreendedorismo no Brasil". (venceu)